# Lengua sona
La lengua sona es una lengua auxiliar internacional creada por Kenneth Searight y descrita en un libro publicado en 1935: Sona, una lengua auxiliar neutra - Sona; an auxiliary neutral language (Londres, K. Paul, Trench, Trubner & Co., Ltd., 1935, LCCN: 35016722).
La palabra Sona (en la lengua sona misma) significa "(cosa) auxiliar", como indica el título del libro que describe el idioma.
La idea de la creación del idioma surgió como respuesta a la eurocentricidad de muchos proyectos anteriores similares, tales como el esperanto y el volapük, o la impracticidad de otros a priori como el solresol.
Searight incorporó en su proyecto elementos semánticos y estructurales de diversos idiomas, entre ellos el japonés, el inglés, el turco, el chino, el ruso, el persa y el árabe, así como de las lenguas neolatinas. 

## Descripción lingüística

### Fonología
Según el autor, el sona tiene una fonología simple, similar a las lenguas polinésicas. El sona cuenta con un abecedario de 24 letras compuesto de:
- Cinco vocales:				a, e, i, o, u
- Una semivocal:	                        y
- Siete consonantes sordas:		k, x, t, f, s, c, p
- Siete consonantes sonoras:		g, j, d, v, z, j, b
- Dos nasales:				m, n
- Una consonante rótica vibrante:	r
- Una consonante lateral:		l
- Una consonante aspirada: 		h

Las letras c, x, j, h tienen el valor de "/ch/ castellana", "x portuguesa", "j francesa" y "h aspirada inglesa", respectivamente. Es decir, que las letras tienen los mismos valores que en el AFI, con las siguientes excepciones:
- c = t͡s
- x = ʃ
- j = ʒ o dʒ
- r = rótica: se recomienda r, pero puede usarse cualquier sonido rótico.
- y = ante vocales: tiene el sonido semivocal de la /i/ castellana en "miel"; como letra individual, el sonido de la schwa inglesa.

- u = Ante otra vocal, la letra u forma diptongo, tomando el valor de la semivocal w inglesa.

Las palabras propias del sona no admiten grupos de consonantes. Es decir, la estructura de la sílaba en sona admite sólo los siguientes esquemas:
- V	vocal
- CV	consonante + vocal
- CVN 	consonante + vocal + nasal (n)

La letra "y" intrusiva se utiliza para separar:
- una sílaba que termina con "n" de una vocal siguiente, y
- dos vocales "fuertes" (a, e, o)

Ejs: 
fin + uri = finyuri ; para evitar confusión con fi + nu + ri
uto + aki = utoyaki ; para lograr una pronunciación más eufónica.

En cuanto a la acentuación, el sona no presenta acento fijo, sino prosódico.

### Gramática
El sona es una lengua aglutinante, aislante y no fusional. Su vocabulario básico se compone de 375 radicales o lexemas mono- o bi-silábicos, denominados "ideogramas" por Searight. Cada radical expresa un conjunto básico de ideas. Estos se aglutinan para formar vocablos y frases. Por ejemplo:
pa	 =	alimentar, nutrir, pan
ra =	hombre, masculino
para =	padre
to =	pasar, año, indicador de pasado
re =	recto, línea, largo
no =	llevar, vehículo
toreno	=	tren
dan =	dinero, valor
(y) =	vocal epiténtica
a =	ubicación, sufijo de lugar
danya	=	banco

La palabra en sona está compuesta por radicales en orden ascendente de importancia. Es decir, un radical como prefijo adquiere una función descriptiva:
su = agua, líquido ; ru = movimiento
=>rusu = río (agua en movimiento)
=>suru = fluir, flujo (movimiento líquido)

El sona se vale de la composición para formar sustantivos derivados complejos, sobre la base de un vocabulario básico escueto:
zinyasagiada = compañía de seguros de vida

[Resulta interesante que, pese a ser categorizada como lengua "a priori", en el Sona, los neologismos no se forman sobre la base de criterios estrictamente lógicos, sino bastante libremente (como en las lenguas naturales), a veces incluso "inspiradas" por palabras preexistentes en otros idiomas, o por palabras de cierto reconocimiento internacional -- siempre, por supuesto, utilizando sólo el vocabulario básico de "radicales".
hisatori = especial + conocimiento + pasado + tiempo = historia
akizu = veloz + animal = caballo (inspirada en el vocablo latino: equus)
Algunas palabras "internacionales" pueden aparecer en su forma original: basta con escribirlas con mayúscula inicial, con lo cual se comportan como nombres propios. A veces, hay palabras alternativas propias del Sona:
Radio / renbe
Taksi / halonno]

Inspirado en la gramática de la lengua árabe, Searight divide los radicales en tres categorías gramaticales: sustantivos, verbos y partículas. 
[Sin embargo, un análisis más moderno demuestra que el significado sustantival, verbal, preposicional, etc. de un radical depende más de la sintaxis de la oración, y no de la forma del radical, pues el sona no tiene género gramatical, conjugaciones ni declinaciones propiamente dichas.]

El núcleo de la oración en sona sigue el esquema SVO (Sujeto Verbo Objeto):
SUJETO + VERBO + OBJETO DIRECTO + (OBJETO INDIRECTO)
mi abu tu
yo + amar + tú
'(yo) te amo'

La oración, por su parte, presenta los sintagmas en orden descendiente de importancia, es decir, que el Sona es una lengua de núcleo inicial. Sin embargo, los adjetivos calificativos y determinantes preceden al sustantivo. 
mi ima dona tayo muro xen.
Tengo dos perros marrones grandes.

En su expresión, la lengua sona se aproxima a la japonesa (según el autor mismo) y podría catalogarse de "minimalista". 
an kehani.
Ella + (partícula interrogativa + llamar + sufijo de pasivo)? = ¿Cómo se llama ella?
an (hani) Maria.
Ella (se llama) María.

Es decir que, en el sona, se evita mencionar todo lo que pueda inferirse por contexto, incluso el número gramatical, el verbo copulativo, el sujeto, etc.
- kanmi ta.
- kanmi (zi) ta.

(casa + yo [como sufijo, el pronombre es posesivo]) + (ser) + grande = "mi casa (es) grande"
- kena on lato(.)

(partícula interrogativa + cosa indefinida) + él + (hablar + pasado) = ¿qué cosa dijo él? ¿qué cosa ha dicho?
- (tu) keli (ru).

(partícula interrogativa + partícula traslativa) =  ¿adónde (vas)?

## Ejemplos
Nótese que el Sona no requiere signos de puntuación más que la coma y el punto final. Pueden separarse o no las palabras en la oración en la lengua escrita: en general, se separan las palabras lo suficiente como para no dificultar la comprensión. Las oraciones interrogativas se identifican por contener la partícula interrogativa ke.
Todas las palabras se escriben con letras minúsculas, con excepción de los nombres propios.
- juri. = (Disfrutar + tiempo) = Hola.
- kehani tu. = (qué + llamar + sufijo potencial + segunda persona del singular)? = ¿Cómo te llamas?
- mi hani ~. = Me llamo ~.

- kesantu. = (qué + salud + posesivo de segunda persona del singular)? = ¿Cómo estás?
- xa, xan. = Bien, gracias.

- mi nari to zia Paris. = Nunca he estado en París.
- an na sa laba Ruso lasin. = Ella no sabe hablar (el idioma) ruso.

- Karlos ketori. = Carlos + (qué + año)? = ¿Qué edad tiene Carlos?
- tinyedi tori. = (tres + veces + diez) + año. = Treinta años.

- mi han da kasatu ua [hakaidaleci vi fuada] ju uika tu aluna. = Tengo el honor de informarle que el [Secretario de Asuntos Externos] acepta con agrado su invitación.

El libro de Searight, Sona; an auxiliary neutral language (Londres, K. Paul, Trench, Trubner & Co., Ltd., 1935, LCCN: 35016722) contiene una descripción completa del idioma, así como ejemplos y un glosario básico. 
Hay varios grupos y sitios en Internet dedicados a la utilización del idioma.